# A magyar női labdarúgó-válogatott mérkőzései 2020-ban
A magyar női labdarúgó-válogatott mérkőzései 2020-ban.
Szövetségi kapitány:
- Markó Edina

## Mérkőzések
| 301. mérkőzés 2020. március 7. Török-kupa | Hongkong | 0 – 4                       | Magyarország                                 | Alanya (TUR) |
| 301. mérkőzés 2020. március 7. Török-kupa |          | 0 – 3 Részletek Jegyzőkönyv | Kocsán 10' Vágó 17' Németh H. 23' Csányi 89' | Alanya (TUR) |

| 302. mérkőzés 2020. március 10. Török-kupa | Románia    | 1 – 7                       | Magyarország                                               | Alanya (TUR) |
| 302. mérkőzés 2020. március 10. Török-kupa | Ciolacu 1' | 1 – 1 Részletek Jegyzőkönyv | Fenyvesi 29' 58' 60' Vágó 54' Csányi ?' Süle 81' Csiki 89' | Alanya (TUR) |

| 303. mérkőzés 2020. szeptember 17. Eb-selejtező : | Svédország                                                                   | 8 – 0             | Magyarország | Göteborg, Gamla Ullevi Nézőszám: 0 Játékvezető: Rebecca Welch (ENG) |
| 303. mérkőzés 2020. szeptember 17. Eb-selejtező : | Hurtig 13' 70' Anvegård 60' 66' 73' Eriksson 68' Ilestedt 72' Sembrant 90+2' | 1 – 0 Jegyzőkönyv | Bíró 42′     | Göteborg, Gamla Ullevi Nézőszám: 0 Játékvezető: Rebecca Welch (ENG) |

| 304. mérkőzés 2020. szeptember 22. Eb-selejtező 17:00 | Lettország | 0 – 5             | Magyarország                                | Liepāja, Daugava Nézőszám: 0 Játékvezető: Lizzy Van Der Helm (NED) |
| 304. mérkőzés 2020. szeptember 22. Eb-selejtező 17:00 |            | 0 – 3 Jegyzőkönyv | Zeller 9' 26' Pusztai 33' Turányi 54' 90+3' | Liepāja, Daugava Nézőszám: 0 Játékvezető: Lizzy Van Der Helm (NED) |

| 305. mérkőzés 2020. október 23. Eb-selejtező 20:00 | Magyarország  | 1 – 2             | Szlovákia                  | Budapest, Illovszky Rudolf Stadion Játékvezető: Hrisztijana Guteva (BUL) |
| 305. mérkőzés 2020. október 23. Eb-selejtező 20:00 | Pusztai 90+2' | 0 – 0 Jegyzőkönyv | Hmírová 68' Mikolajová 80' | Budapest, Illovszky Rudolf Stadion Játékvezető: Hrisztijana Guteva (BUL) |

| 306. mérkőzés 2020. december 1. Eb-selejtező 15:30 | Magyarország | 0 – 1             | Izland             | Budapest, Szusza Ferenc Stadion Nézőszám: 0 Játékvezető: Iuliana Demetrescu (ROU) |
| 306. mérkőzés 2020. december 1. Eb-selejtező 15:30 |              | 0 – 0 Jegyzőkönyv | Þorvaldsdóttir 65' | Budapest, Szusza Ferenc Stadion Nézőszám: 0 Játékvezető: Iuliana Demetrescu (ROU) |